# Sandy Pearlman
Sandy Pearlman, seudónimo de Samuel C. Pearlman (Rockaway, Nueva York, 8 de agosto de 1943-Condado de Marin, California, 26 de julio de 2016), fue un productor musical, letrista, periodista de rock, escritor, mánager y docente estadounidense de vasta trayectoria, frecuentemente asociado al grupo neoyorquino Blue Öyster Cult.

## Biografía
Pearlman se graduó en la Universidad de Stony Brook en 1966, al tiempo que se unía al personal de la revista de rock Crawdaddy!, donde escribió críticas musicales junto a Paul Williams, Jon Landau o Richard Meltzer.
Por esa época, en 1967, se unió a un grupo de músicos en calidad de letrista, formando una banda a la que bautizó como Soft White Underbelly, la cual se transformaría en Blue Öyster Cult algunos años más tarde.
Pearlman ofició de mánager del grupo desde sus inicios (junto a Murray Krugman) hasta 1995, y produjo o coprodujo 11 álbumes de la banda (en vivo y en estudio), además de participar como frecuente colaborador en lo tocante a letras e ideas en general, erigiéndose en una suerte de sexto miembro del grupo.
También colaboró con nombres destacados como Mahavishnu Orchestra, The Dictators o The Clash, produciéndoles su segundo LP Give 'Em Enough Rope (1978).